# Microdulia
Microdulia este un gen de molii din familia Saturniidae.  Conține o singură specie, Microdulia mirabilis, care poate fi găsită între 35° și 47°S în Chile și Neuquén în Argentina.
Anvergura speciei este de 18-19 mm pentru masculi și 20-23 mm pentru femele.
Larvele desfrunzesc copacul Nothofagus obliqua. 